# Cynthia García Coll
Cynthia García Coll ist eine Entwicklungspsychologin aus Puerto Rico, gegenwärtig Chefredakteurin des Child Development. Sie promovierte in Harvard und unterrichtet an der Carlos Albizu University, an der sie die Position der stellvertretenden Direktorin des Institutional Center for Scientific Research belegt. García Coll verfasste mehr als einhundert Publikationen, darunter mehrere Bücher.

## Beruf
García Coll ist die stellvertretende Direktorin des Journals Child Development, ein Journal in dem Bereich der Psychologie und der Kindesentwicklung. Sie promovierte in Harvard und übernahm 2017 die Stelle der stellvertretenden Direktorin des Institutional Center for Scientific Research an der Carlos Albizu University in San Juan, Puerto Rico. Sie ist Professorin des Programms für Klinische Psychologie in Albizu. Vor ihrem Umzug zurück nach Puerto Rico, wo sie aufwuchs, war García Coll eine Professorin der Bildung, Psychologie und Pädiatrie an der Brown University.
García Coll war Mitglied des MacArthur Foundation Network „Successful Pathways Through Middle Childhood“ von 1994 bis 2002. 2009 erhielt sie den Cultural and Contextual Contributions to Child Development Award von der Society for Research in Child Development. Sie ist Mitglied der American Psychological Association, und besetzte das Amt der Präsidentin der Society for the Study of Human Development.
García Coll erforschte eine Vielzahl an Themen, unter anderem die psychologische Resilienz von Kindern, die von minderjährigen Müttern und Immigranten geboren werden. Sie recherchierte auch das Immigranten Paradox, das zeigt, dass Einwandererkinder und -jugendliche der ersten Generation generell akademisch und verhaltensmäßig generell besser angepasst sind, als spätere Generationen. Einwandererkinder der ersten Generation übertreffen trotz Rückstand beim Schulbeginn oft Kinder, die in Amerika geboren wurden. García Coll fand heraus, dass immigrierte Kinder spanischer Herkunft, die Zuhause Spanisch sprechen, besser angepasst sind, als ähnliche Immigrantenkinder in einem heimischen Umfeld, wo kein Spanisch gesprochen wird. Ihre Arbeit zeigt weiter, dass Zugang zu Sozialhilfe und Strategien zur Inklusion von Immigranten einen positiven Effekt auf den akademischen Erfolg von Einwandererkindern bewirken. Die Abschlussquote von Kindern mit mindestens einem immigrierten Elternteil war um 5,3 % höher in US-amerikanischen Bundesländern, in denen Immigrantenfamilien Beihilfe durch das Temporary Assistance for Needy Families Programm erhalten können, das Bundeszuschüsse an Familien mit niedrigem Einkommen vergibt.
Nachdem die Hurrikane Maria und Irma Puerto Rico heimsuchten, verfasste García Coll ein Kommentar in dem Providence Journal, das die Zerstörung beschrieb und einen Aufruf zu einem Gesetz zum Wiederaufbau, ähnlich dem nach Hurrikan Harvey in Texas und Hurrikan Irma in Florida, enthielt.

## Privatleben
García Coll wohnt in Puerto Rico, außerhalb der Hauptstadt San Juan.

## Ausgewählte Werke
García Coll verfasste mehr als ein 100 Publikationen, darunter mehrere Bücher.

### Artikel
- Cynthia García Coll, Jerome Kagan, J. Steven Reznick: Behavioral Inhibition in Young Children. In: Child Development. 55. Jahrgang, Nr. 3, Juni 1984, S. 1005, doi:10.2307/1130152.

### Bücher
- Cynthia T. García Coll: The Psychosocial development of Puerto Rican women. Hrsg.: Marie de Lourdes Mattei. Praeger, 1989, ISBN 978-0-275-92345-7 (Google Books).
- Gontram Lamberty, Cynthia García Coll: Puerto Rican Women and Children: Issues in Health, Growth, and Development. Springer US, 2012, ISBN 978-1-4613-6053-7 (Google Books).
- Cynthia T. García Coll, Janet L. Surrey: Mothering Against the Odds: Diverse Voices of Contemporary Mothers. Hrsg.: Kaethe Weingarten. Guilford Publications, 1998, ISBN 978-1-57230-330-0 (Google Books).
- Developmental Pathways Through Middle Childhood: Rethinking Contexts and Diversity as Resources. 1st Auflage. Lawrence Erlbaum Associates, 2005, ISBN 978-0-8058-5199-1 (Google Books [abgerufen am 21. November 2018]).
- Cynthia García Coll, Amy Kerivan Marks: Immigrant Stories: Ethnicity and Academics in Middle Childhood. Oxford University Press, 2009, ISBN 978-0-19-972126-9 (Google Books).
- Cynthia T. García Coll, Amy Kerivan Marks: The Immigrant Paradox in Children and Adolescents: Is Becoming American a Developmental Risk? American Psychological Association, 2012, ISBN 978-1-4338-1053-4 (Google Books).
- Cynthia T. García Coll: The Impact of Immigration on Children’s Development. Karger Medical and Scientific Publishers, 2012, ISBN 978-3-8055-9798-2 (Google Books).
- Cynthia Garcia Coll, Elaine L. Bearer, Richard M. Lerner: Nature and Nurture: The Complex Interplay of Genetic and Environmental Influences on Human Behavior and Development. Psychology Press, 2014, ISBN 978-1-135-62896-3 (Google Books).